# Sol da Liberdade
Sol da Liberdade é o quinto álbum de estúdio da artista musical brasileira Daniela Mercury, lançado em 21 de março de 2000 pelas gravadoras BMG e Ariola Records.
Também foi lançada uma re-edição do álbum especialmente produzida para os países da América Latina. Esta re-edição, produzida pelo célebre Emilio Estefan Jr., continha algumas faixas cantadas em espanhol.
Em 2023, Mercury declarou que Sol da Liberdade era o disco favorito de sua carreira.

## Antecedentes
Em 2000, Mercury saiu com um trio elétrico que promoveu axé e música eletrônica no Carnaval da Bahia. Apesar de ter arrancado com boa recepção dos foliões, a cantora foi vaiada por duas vezes. A primeira vaia aconteceu já depois da metade do trajeto. A cantora retrucou: "A gente está inventando. Vai atrás quem quer, o Carnaval é democrático". O público respondeu com sinais para que o trio passasse mais rápido. Mercury falou sobre a experiência: "Já passei por algumas situações bem esquisitas no Carnaval, quando era iniciante, mas como esta nunca. Pensei que fosse ser mais simples. Adoro tecno, se não adorasse não entraria nessa barca louca. Achei divertidas as reações, sabia que iam acontecer. Reagi às vaias porque você não pode deixar de enfrentar, no bom sentido".
Lançando o álbum dias depois do carnaval através de uma nova gravadora, a BMG, Mercury disse que a mudança foi causada pela "necessidade de mudar e por acreditar que, sendo uma companhia nova, me faria uma promoção muito boa. Também porque me foi prometido fazer-se um trabalho promocional em países que venho há uns sete anos tentando tornar conhecida a minha música". Por seu crescente número de apresentações no exterior e pela inclusão de produtores internacionais no disco, Mercury estava começando a ganhar atenção fora do Brasil. Sobre isso, a cantora declarou à revista americana Billboard:
"Por anos eu tenho tentado convencer os executivos de gravadora a trabalhar com esta mulher louca que canta em português e quer entrar no mercado pop. É muito estranho para eles, mas eles lançaram o álbum [Sol da Liberdade] na Europa. Eu quero que a BMG acredite. Quando estamos tão longe, tudo parece impossível. Mas pelo menos, nós temos que tentar abrir novos espaços para artistas que cantam em outras línguas".

## Arte da capa
Na capa de Sol da Liberdade, fotografada por Mário Cravo Neto e criada por Gringo Cardia, Mercury se apresenta numa pose "adulta" em luz baixa, tépida, enquanto o ambiente se apresenta como se o Sol estivesse escondido por entre os galhos distorcidos e carcomidos dos mangues, transformando o mangue da locação numa pradaria. Na imagem, ela também está misteriosa e brotando do lodo, empunhando um galho seco que sugere uma espada, mas seu olhar pacífico elimina uma intenção de guerra. "Ali eu representava uma iansã negra que libertava o Brasil da escravidão na comemoração dos 500 anos do país", disse Mercury. A cantora revelou ainda que não conseguiu realizar o que havia programado, transformando então com o fotógrafo o tema da capa.

## Análise da crítica
| Críticas profissionais          | Críticas profissionais |
| Avaliações da crítica           | Avaliações da crítica  |
| Fonte                           | Avaliação              |
| ------------------------------- | ---------------------- |
| AllMusic                        | [ 7 ]                  |
| Folha de S. Paulo               | [ 8 ]                  |
| Jornal do Brasil                | [ 9 ]                  |
| Wilson & Alroy's Record Reviews | [ 10 ]                 |

Sol da Liberdade recebeu avaliações mistas por parte dos críticos musicais. Leila Cobo, da revista norte-americana Billboard, deu uma crítica positiva ao álbum, dizendo que era "um pedaço de alegre exuberância elevado por arranjos impecáveis e complexos; camadas de percussão são empilhadas em cima de coros sincopados, refrãos, acordeão, e até mesmo guitarra elétrica para um impactante, implacável efeito". Também de forma positiva, Chris Nickson, da AllMusic, disse que o disco "mantém firmemente sua base soteropolitana, mas assume um sabor internacional em suas colorações, mais do que nas próprias músicas, onde os ritmos complexos poderiam vir de qualquer lugar que não o Brasil". Ele ressaltou que embora Sol da Liberdade pudesse não ser seu melhor trabalho, sua "clareza sonora lhe faz justiça e realça a riqueza" do canto de Mercury. Rodrigo Faour, do Tribuna da Imprensa, destacou que através do projeto, Mercury "se esmera para renovar, na medida do possível, a ultradesgastada axé music que ajudou a consagrar", e que isso "era o mínimo que ela poderia fazer para não morrer na praia". Leonardo Blaz, do Diário do Grande ABC, teceu uma crítica semelhante, comentando que o álbum "só vem reafirmar o que já estava explícito: Daniela é exceção em um gênero em franca decadência", mas citando músicas "desnecessárias" e "desanimadoras" como a faixa-título e "Itapuã @no 2000". Ainda assim, o crítico declarou que "mesmo com alguns deslizes, Sol da Liberdade é o melhor CD de Daniela Mercury".
O website Wilson & Alroy's Record Reviews classificou Sol da Liberdade como "não tão variado quanto seus discos anteriores e não tão consistentemente brilhante quanto seus últimos, está em algum lugar no meio". Em uma revisão mista, Nelson Sato, da Folha de Londrina, comentou que quando tenta soar intimista com faixas mais lentas, Mercury constrange o ouvinte, pois fazem um contraste com a imagem de "animadora de multidões" da artista, mas disse que faixas como "Santa Helena" e Viagem" eram como pepitas no disco, uma vez que com "bonitos arranjos vocais, sobressaem e quase fazem esquecer os tropeços". A revista IstoÉ disse que "amparada no baticum de sempre", a cantora conquistava com "Ilê pérola negra e Santa Helena, no funk à maneira de Fernanda Abreu, Itapuã @no 2000, e no afropop Dara. Mais que uma clubber de abadá, contudo, Daniela parece querer mesmo é virar musa internacional. Boa sorte". De acordo com Pedro Alexandre Sanches, da Folha de S. Paulo, o projeto era uma "panaceia", dada a variedade de gêneros no disco. Ele percebeu "Daniela quer desabrochar retumbante, [com] um verdadeiro liquidificador de ritmos e estilos" no álbum, ressaltando que com a percussão presente em todas as canções, "não se sabe mais se a artista quer ser cidadã do mundo ou só reiterar a tão imponente baianidade". Em uma crítica negativa, Tárik de Souza, do Jornal do Brasil, criticou a quantidade excessiva de estilos musicais presentes no álbum, "cujo resultado soa morno em vários momentos", classificando-o os momentos altos do disco como "pouco, para produção tão luxuosa".

## Lançamento e promoção
Sol da Liberdade foi lançado no Brasil em 21 de março de 2000, através da BMG e Ariola Records. O disco também foi lançado nos Estados Unidos e Europa em 22 de agosto do mesmo ano, pela BMG U.S. Latin, com seis faixas da edição original sendo substituídas por versões em espanhol. Para promover o disco, Mercury compareceu a diversos programas na televisão brasileira, como o Domingão do Faustão, Planeta Xuxa, Domingo Legal, Sabadão, e O+. Além dos programas de televisão tradicionais, no fim de novembro de 2000, Mercury foi a Orlando, cidade dos Estados Unidos, para gravar um especial de Natal intitulado Natal 2000 em Walt Disney World para a rede de televisão ABC e os estúdios Disney. Lá, ela apresentou "Ilê Pérola Negra (O Canto do Negro)", "Santa Helena" e "Groove da Baiana". O especial foi transmitido em 24 de dezembro pelo SBT.
Além das apresentações televisionadas, Mercury embarcou em uma turnê para promover o disco. Ao invés de dirigir o concerto, da mesma forma como fez em suas turnês anteriores, Mercury delegou a direção do espetáculo a Bete Coelho e Daniela Thomas. A cenografia do show foi concebida a partir dos elementos que compõem a capa do disco, a partir da ideia de valorizar coisas brasileiras, como a natureza, de acordo com Thomas. A própria Mercury definiu o espetáculo como "um show delicado, com sutilezas típicas de um espetáculo de dança". A turnê iniciou em 1º de junho de 2000 em São Paulo, na casa de espetáculos Olympia. Posteriormente, teve passagens em 12 cidades dos Estados Unidos, além de outros países como México e Espanha. Com a turnê, a artista também se apresentou durante o Rock in Rio III, ocorrido no Complexo Esportivo Cidade do Rock, em 12 de janeiro de 2001.

### Singles
"Ilê Pérola Negra (O Canto do Negro)" foi lançada como primeiro single oficial do álbum. A faixa recebeu um videoclipe, com direção de Carol Jabor e Mini Kerti, e fotografia assinada por Affonso Beato, que venceu a categoria de melhor videoclipe de axé no MTV Video Music Brasil 2000, e posteriormente também ganhou por melhor fotografia de videoclipe no Prêmio ABC de Cinematografia 2001. "Santa Helena" foi escolhida como o segundo single do disco, com seu videoclipe sendo dirigido pela diretora venezuelana Fina Torres. Originalmente, a regravação da faixa "De Tanto Amor", de Roberto Carlos, integraria a trilha sonora da novela das oito Laços de Família, da TV Globo; no entanto, após o cantor não liberar o uso da canção, Mercury regravou "Como Vai Você", sendo incluída em um CD single no relançamento do álbum, logo tornando-se o terceiro single do trabalho. A canção foi vista como a razão responsável pelo aumento das vendas do disco. A versão de Mercury para "Como Vai Você" venceu a categoria de música do ano na premiação Melhores do Ano, promovida pela mesma emissora. A faixa "Só No Balanço do Mar" foi também inclusa na trilha sonora da telenovela Porto dos Milagres, que sucedeu Laços de Família.

## Lista de faixas
| Sol da Liberdade – Edição padrão |                                            |                                               |                                             |         |  |
| N.º                              | Título                                     | Compositor(es)                                | Produtor(es)                                | Duração |  |
| 1.                               | "Sol da Liberdade" (com Milton Nascimento) | Daniela Mercury                               | Will Mowat · Andrés Levin · Daniela Mercury | 4:34    |  |
| 2.                               | "Groove da Baiana"                         | Jorge Zarath · Paulo Vascon · Tenison Del Rey | Mowat · Levin · Mercury                     | 4:12    |  |
| 3.                               | "Ilê Pérola Negra (O Canto do Negro)"      | Guiguio · Miltão · René Veneno                | Emilio Estefan · Juan Vicente Zambrano      | 5:53    |  |
| 4.                               | "Santa Helena"                             | Márcio Mello                                  | Mowat · Levin · Mercury                     | 5:15    |  |
| 5.                               | "Axé Axé"                                  | Caetano Veloso · Fausto Nilo · Moraes Moreira | Mowat · Levin · Mercury                     | 4:04    |  |
| 6.                               | "Itapuã @no 2000"                          | Lucas Santtana · Quito Ribeiro                | Mowat · Levin · Mercury                     | 3:41    |  |
| 7.                               | "Sou Você"                                 | Veloso                                        | Mowat · Levin · Mercury                     | 4:01    |  |
| 8.                               | "Dara" (com Angélique Kidjo)               | Mercury                                       | Mowat · Levin · Mercury                     | 4:33    |  |
| 9.                               | "Funk da Decepção"                         | Márcio Mello                                  | Mowat · Levin · Mercury                     | 4:03    |  |
| 10.                              | "Só No Balanço do Mar"                     | Lenine · Dudu Falcão                          | Mowat · Levin · Mercury                     | 3:42    |  |
| 11.                              | "Viagem"                                   | Vanessa da Mata                               | Mowat · Levin · Mercury                     | 4:30    |  |
| 12.                              | "De Tanto Amor"                            | Roberto Carlos · Erasmo Carlos                | Mowat · Levin · Mercury                     | 3:49    |  |
| 13.                              | "Crença e Fé"                              | Beto Jamaica · Ademário                       | Estefan · Zambrano                          | 4:53    |  |
| 14.                              | "Ilê Pérola Negra" (Club Mix)              | Guiguio · Miltão · Veneno                     | Pablo Flores                                | 10:38   |  |

| Sol da Liberdade – Edição especial (disco bônus) |                 |                               |         |  |
| N.º                                              | Título          | Compositor(es)                | Duração |  |
| 1.                                               | "Como Vai Você" | Antônio Marcos · Mário Marcos | 3:49    |  |

| Sol da Liberdade – Edição internacional |                                            |                                                                |                         |         |  |
| N.º                                     | Título                                     | Compositor(es)                                                 | Produtor(es)            | Duração |  |
| 1.                                      | "Sol da Liberdade" (com Milton Nascimento) | Mercury                                                        | Mowat · Levin · Mercury | 4:34    |  |
| 2.                                      | "Groove de la Bahiana"                     | Zarath · Vascon · Del Rey · Rolando José Hernández (adaptação) | Mowat · Levin · Mercury | 4:12    |  |
| 3.                                      | "Ilê Pérola Negra (O Canto do Negro)"      | Guiguio · Miltão · Veneno                                      | Estefan · Zambrano      | 5:53    |  |
| 4.                                      | "Santa Elena"                              | Mello · Ignacio Ballesteros (adaptação)                        | Mowat · Levin · Mercury | 5:15    |  |
| 5.                                      | "Axé Axé"                                  | Veloso · Nilo · Moraes                                         | Mowat · Levin · Mercury | 4:04    |  |
| 6.                                      | "Itapuã @no 2000"                          | Santtana · Ribeiro                                             | Mowat · Levin · Mercury | 3:41    |  |
| 7.                                      | "Sou Você"                                 | Veloso                                                         | Mowat · Levin · Mercury | 4:01    |  |
| 8.                                      | "Dara" (com Angélique Kidjo)               | Mercury · Hernández (adaptação)                                | Mowat · Levin           | 4:33    |  |
| 9.                                      | "Funk da Decepção"                         | Márcio Mello                                                   | Mowat · Levin · Mercury | 4:03    |  |
| 10.                                     | "Só No Balanço do Mar"                     | Lenine · Falcão                                                | Mowat · Levin · Mercury | 3:42    |  |
| 11.                                     | "Viagem"                                   | Da Mata                                                        | Mowat · Levin · Mercury | 4:30    |  |
| 12.                                     | "De Tanto Amor"                            | Carlos · Carlos                                                | Mowat · Levin · Mercury | 3:49    |  |
| 13.                                     | "Creencia y Fé"                            | Jamaica · Ademário · Angie Chirino (adaptação)                 | Estefan · Zambrano      | 4:53    |  |
| 14.                                     | "Ilé Perla Negra"                          | Guiguio · Miltão · Veneno · Mercury · Levin (adaptação)        | Estefan · Zambrano      | 5:53    |  |
| 15.                                     | "Ilê Pérola Negra" (Club Mix)              | Guiguio · Miltão · Veneno                                      | Pablo Flores            | 10:38   |  |

Notas
- "Axé Axé" contém uma amostra de "Chão da Praça", escrita por Fausto Nilo e Moraes Moreira.

## Desempenho comercial
A vendagem do álbum no Brasil foi superior às 200 mil cópias rendendo uma certificação de ouro pela Pro-Música Brasil (PMB), sendo este o quarto álbum mais vendido de Mercury no país.
| Parada musical (2000) | Melhor posição |
| --------------------- | -------------- |
| Alemanha (MusikWoche) | 13             |
| Portugal (AFP)        | 4              |

| Região                                              | Certificação | Vendas   |
| --------------------------------------------------- | ------------ | -------- |
| Brasil (Pro-Música Brasil)                          | Platina      | 250,000* |
| *números de vendas baseados somente na certificação |              |          |

## Histórico de lançamento
| Região         | Data                 | Formato | Gravadora  | Ref.   |
| -------------- | -------------------- | ------- | ---------- | ------ |
| Brasil         | 21 de março de 2000  | CD      | BMG Ariola | [ 16 ] |
| Estados Unidos | 22 de agosto de 2000 | CD      | BMG Ariola | [ 4 ]  |
| Europa         | 22 de agosto de 2000 | CD      | BMG Ariola | [ 4 ]  |